# Jane Stuart

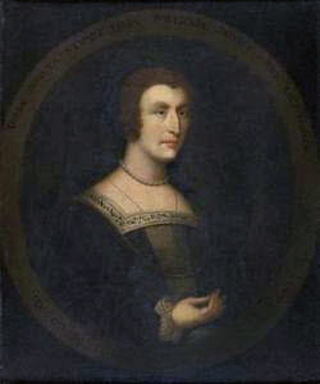
Portret van Jane Stuart.

Jane Stuart (Schotland, ca. 1508 – Parijs, ca. 1563) was een onwettige dochter van koning Jacobus IV van Schotland en Isabel Buchan. Zij was korte tijd maîtresse van Hendrik II van Frankrijk.
Rond 1524 huwde zij met Malcolm Fleming. Vandaar dat zij ook bekend is als Jane Fleming en lady Fleming.
Als gouvernante van haar nichtje, prinses Maria van Schotland, arriveerde ze in de zomer van 1548 aan het Franse hof. Maria was uitgehuwelijkt aan de dauphin, de latere Frans II van Frankrijk.
Tussen 1549 en 1551 was ze de minnares van Hendrik II. Jane werd het middelpunt van politieke intriges, en al snel werd ze van het hof verdreven door Diane de Poitiers, de andere maîtresse, en Catharina de' Medici, de vrouw van de koning. De eerste bewerkstelligde ook dat ze werd teruggestuurd naar Schotland.
Uit de kortstondige relatie werd een kind geboren:
- Hendrik van Valois genoemd Chevalier d'Angoulême (1551 - Aix-en-Provence juni 1586). Hij werd gelegitimeerd en benoemd tot gouverneur van de Provence.